# 復臨健康大學
復臨健康大學（英語：AdventHealth University）是一所位於美國佛羅里達州奧蘭多 (佛羅里達州)的私立健康四年制大學。這間大學隸屬於基督復臨安息日會與復臨健康醫院系統，整個系統是以信仰為中心所建構出的醫療保健設施。這間大學除了在奧蘭多 (佛羅里達州)，在坦帕和丹佛也有校區。

## 學術
根據2025年美國新聞與世界報導，復臨健康大學的護理系排在全美國第646～686名。

## 外部連結
- 復臨健康大學官方網站

## 資料來源
1. ↑  2025 American Council on Education
2. ↑  2025 The Institute of Education Sciences
3. ↑  Study in the States
4. ↑  U.S.Department of Education
5. ↑  U.S.AdventHealth University Rankings